# Kukruse

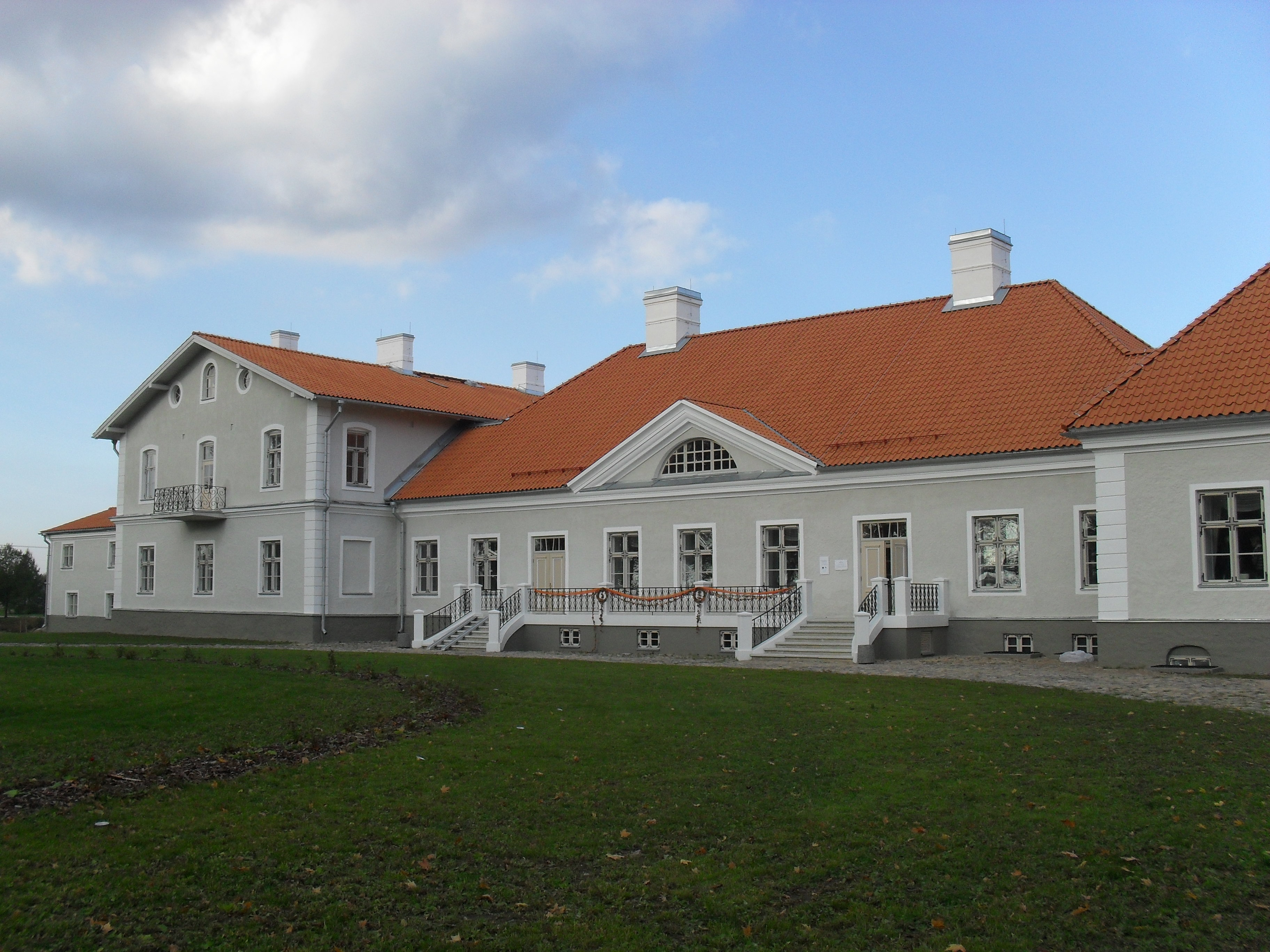
Herrenhaus Kuckers (heute: Kukruse)

Kukruse (deutsch Kuckers) ist ein Dorf (estnisch küla) im estnischen Kreis Ida-Viru. Es gehört zur Landgemeinde Kohtla. Kukruse hat 58 Einwohner.

## Geschichte
In die Wikingerzeit weist der Silberhort von Kukruse.
In den 1870er Jahren wurde als einem der ersten Orte weltweit Ölschiefer abgebaut. Während der Energiekrise 1916 wurde der Ölschiefer industriell erschlossen. Kukruse gab dem Kuckersit, einem brennbaren Ölschiefersediment, seinen Namen.
Nach dem Zweiten Weltkrieg befand sich in Kukruse ein sowjetisches Kriegsgefangenenlager für ehemalige Angehörige der Wehrmacht. 1998 wurde in einem Waldgebiet nordöstlich des Ortes ein deutscher Kriegsgefangenenfriedhof eingeweiht.

### Rittergut
Das zum Rittergut von Kukruse  (1453 erstmals erwähnt) gehörende Gutshaus von Kukruse (Kukruse mõis) gelangte 1762 in den Besitz der deutschbaltischen Familie von Toll. 1919 wurde das Gut durch den estnischen Staat enteignet.
Das Herrenhaus im klassizistischen Stil sowie die Nebengebäude stammen in ihrer heutigen Form aus der zweiten Hälfte des 19. Jahrhunderts. Eine Eichenallee führt zum Gutshaus, das von einem Waldpark umgeben ist.

## Persönlichkeiten
- Harald von Toll (1848–1909), estländischer Ritterschaftssekretär und Stadtverordneter in Reval
- Eduard von Toll (1858–1902), russischer Polarforscher